# Nicolau de Figueiredo
Nicolau de Figueiredo (São Paulo, 09 de setembro de 1960 - São Paulo, 6 de julio de 2016) fue un clavecinista, director de orquesta y profesor brasileño.

## Biografía
Nicolau de Figueiredo estudió piano, órgano, clave y música de cámara en Brasil, trasladándose a Europa en 1980. Ingresa en el Conservatorio Superior de Música de Ginebra, estudiando clavecín con Christiane Jaccottet y órgano con Lionel Rogg, y perfeccionándose luego con Kenneth Gilbert, Gustav Leonhardt y Scott Ross.
Pronto comienza su carrera como docente, encargándose de la dirección musical de la clase de ópera en la Schola Cantorum Basiliensis de 1990 a 2000, y dirigiendo cursos de interpretación en el Centro de Música Barroca de Versalles, la Universidad de Musicología de Dortmund, en la Ópera de la Bastilla y en el Festival de Aix-en-Provence. De 2004 a 2007 es profesor de canto barroco en el Conservatorio de París.
Al mismo tiempo que desarrolla su carrera en la enseñanza musical, Nicolau de Figueiredo actúa en algunos de los escenarios más prestigiosos de Europa, Brasil, Japón o Canadá con grupos como Europa Galante, Orchestra of the Age of Enlightenment, Orquesta Barroca de Friburgo o Concerto Köln bajo la dirección de Christophe Coin, Fabio Biondi o René Jacobs. En 2005 dirige El Mesías de Handel y la Pasión según San Juan de Bach en Brasil. En 2006 dirige La clemenza di Tito de Mozart en el Conservatorio de París, la Pasión según San Mateo de Bach en Brasil y Motetes y conciertos de Vivaldi y Handel en Japón. En los últimos años le hemos podido ver en España ofreciendo recitales dedicados, fundamentalmente, a la obra del Padre Soler y Domenico Scarlatti.

## Premios
Entre otros reconocimientos, Figueiredo recibió el Premier Prix de Virtuosité de Clavecin del Conservatorio Superior de Música de Ginebra en 1984. Ese mismo año recibe el Premier Prix des Concours Internationaux de Nantes, y en 1985 el de Roma. En 2006 la prestigiosa revista francesa Le Monde de la Musique le otorga el premio Choc por su grabación de las Sonatas de Scarlatti.

## Grabaciones
- Haydn: Sonatas. Passacaille, 2012.
- D. Scarlatti: Salve Regina. Prometeo, 2011 (como director de la Orquesta Barroca de Sevilla).
- De Seixas: Sonatas. Passacaille, 2011.
- J. C. Bach: Sonatas. Passacaille, 2010.
- A. Soler: Harpsichord Sonatas & Fandango. Passacaille 2008.
- D. Scarlatti: 13 Sonates pour clavecin. Intrada, 2006.
- G. F. Haendel: Rinaldo. Harmonia Mundi, 2003 (bajo la dirección de René Jacobs).
- W. A. Mozart': Così fan tutte. Harmonia Mundi, 2004 (bajo la dirección de René Jacobs).
- W. A. Mozart: Le nozze di Figaro. Harmonia Mundi, 2004 (bajo la dirección de René Jacobs).
- A. Scarlatti: Griselda. Harmonia Mundi, 2001.